# روث وارد خان
روث وارد خان (بالإنجليزية: Ruth Ward Kahn)‏ هي محاضرة ‏ وكاتِبة وشاعرة أمريكية، (ولدت في جاكسون في الولايات المتحدة 1872  م).